# Helmut Gestrich
Helmut-Ludwig Gestrich (* 2. Februar 1931 in Trier; † 28. Mai 2009) war ein deutscher Lokalpolitiker.

## Leben
Gestrich war von 1966 bis 1969 Landrat des Landkreises Bernkastel und von 1969 bis 1993 Landrat des neuen Landkreises Bernkastel-Wittlich. Gestrich war außerdem stellvertretender Vorsitzender des Landkreistages von Rheinland-Pfalz. 1993 erhielt er das Verdienstkreuz 1. Klasse der Bundesrepublik Deutschland.
Nach seiner Pensionierung war er von 1994 bis 2000 schließlich ehrenamtlicher Bürgermeister der Stadt Bernkastel-Kues. Nachdem er noch 1999 in seinem Amt bestätigt wurde, trat Gestrich am 22. November 2000 wegen Verstrickungen in die Doerfert-Affäre von seinem Amt als Bürgermeister zurück.
Er war Vorsitzender der Vereinigung zur Förderung der Cusanus-Forschung, der Satoshi Oide-Stiftung und der Cusanus-Gesellschaft sowie des Kulturfördervereins Bernkastel-Kues. Der Theologe, Wissenschaftler, Philosoph und Kirchenmann Nikolaus von Kues galt als sein großes Vorbild.
Er war Mitglied der katholischen Studentenverbindung K.St.V. Ketteler Mainz im KV.